# Patricia Kombo
Patricia Kombo est une jeune militante pour le climat au Kenya. Elle est surtout connue pour ses initiatives de plantation d'arbres dans le cadre de son initiative à but non lucratif Pa tree. L'initiative a planté plus de 10 000 arbres en 2020. Pour ce travail, Kombo a été nommée héros terrestre de la convention des nations unies pour la lutte contre la désertification,.

## Biographie
Patricia Kombo est originaire de Mbooni, comité de makueni.

## Éducation
Kombo a étudié le journalisme à l'Université Moi.
En 2022, elle a défié les dirigeants mondiaux lors de la session d'ouverture de la conférence des parties à la convention des nations unies sur la lutte contre la désertification en Côte d'Ivoire,,.